# Wariacje na temat Corellego (Rachmaninow)
Wariacje na temat Corellego op. 42 – dwadzieścia wariacji na fortepian skoponowanych w 1931 przez Siergieja Rachmaninowa. Wariacje oparte są na temacie z XII Sonaty d-moll op. 5 Arcangelo Corellego (1700). Kompozycja została dedykowana Fritzowi Kreislerowi, którego opracowanie foli Corellego posłużyło Rachmaninowowi za źródło tematu. Prawykonanie utworu odbyło się 12 grudnia 1931 w Montrealu w wykonaniu kompozytora. Czas trwania Wariacji wynosi ok. 19 minut.